# بخش د لاپریدا
بخش د لاپریدا (به اسپانیایی: Partido de Laprida) یک منطقهٔ مسکونی در آرژانتین است که در استان بوئنوس آیرس واقع شده‌است. بخش د لاپریدا ۳٬۳۴۰ کیلومتر مربع مساحت و ۹٬۶۸۳ نفر جمعیت دارد.